# Scaffold Hopping
Scaffold Hopping bezeichnet in der medizinischen Chemie eine Strategie, um neue Wirkstoffe zu entwickeln. Das Ziel ist es, die Grundstruktur eines bekannten Wirkstoffs so zu verändern, dass man neue Wirkstoffe mit gleichem Wirkmechanismus erhält. Scaffold Hopping lässt sich als Erweiterung des „Bioisosteric Replacements“ auffassen: Es werden nicht nur einzelne Atome oder Gruppen des Moleküls ersetzt, sondern der zentrale Bereich. Der Substituent muss dabei eine ähnliche dreidimensionale Struktur und pharmakophore Wirkung haben. Für das Scaffold Hopping werden oftmals computerbasierte virtuelle Screening-Methoden verwendet.

## Motivation für Scaffold Hopping
Die Änderung des Grundgerüsts eines Wirkstoffs kann z. B. aus folgenden Gründen wünschenswert sein:
- Strukturklassen mit ungünstigen Eigenschaften sollen ersetzt werden (z. B. Nebenwirkungen, Toxizität);[3]
- Die Bindungsaffinität zum Target-Protein soll verbessert werden;[1]
- Ein bestehender Patentschutz soll „verlassen“ werden.[3] Dies war z. B. für den Wirkstoff Vardenafil der Fall, der mit einem anderen Patent als Sildenafil geschützt wurde.[4]